# Brusnica Mala (Brod)
Brusnica Mala (szerbül: Брусница Мала), falu Bosznia-Hercegovinában, Brod községben, a Szerb Köztársaság északi régiójában. Brusnica Mala településnek a Boszniai Szerb Köztársasághoz került része.

## Fekvése
A település Bosznia-Hercegovina északi részén, Dobojtól légvonalban 40, közúton 75 km-re északra, községközpontjától légvonalban 17, közúton 19 km-re délkeletre fekvő vidéken, a Száva jobb partján és a Vučjak-hegység északi nyúlványain, 115-254 méteres magasságban fekszik.

## Népessége
| Nemzetiségi csoport | Népesség 1991 | Népesség 2013 |
| ------------------- | ------------- | ------------- |
| Szerb               | 302           | 20            |
| Bosnyák             | 1             | 0             |
| Horvát              | 50            | 0             |
| Jugoszláv           | 20            | 1             |
| Egyéb               | 76            | 1             |
| Összesen            | 449           | 22            |

## Története
A falu határában egy késő bronzkori település maradványa található, mely azt bizonyítja, hogy itt már az őskortól fogva emberi település volt.
A döntően szerb lakosságú település 1878-ig tartozott az Oszmán Birodalomhoz. Ekkor a berlini kongresszus határozata alapján az Osztrák-Magyar Monarchia része lett. 1879-ben az első osztrák-magyar népszámlálás során a brodi járáshoz tartozó településnek 30 háztartása 213 ortodox és 9 római katolikus lakosa volt. 1910-ben a Brodi járáshoz tartozó településen 67 háztartást, 307 ortodox és 145 római katolikus lakost találtak. A monarchia szétesésével 1918-ban előbb a Szerb-Horvát-Szlovén Királyság, majd 1929-től a Jugoszláv Királyság része lett. 1921-ben a Brodi járáshoz tartozó a településnek 467 lakosa volt, közülük 343 ortodox és 124 római katolikus volt.Az 1929-es törvény értelmében, amikor Bosznia-Hercegovinát négy banovinára, Drinskára, Vrbaskára, Zetskára és Primorskára osztották, a település a Vrbaska banovina (Orbászi Bánság) része lett, amelynek székhelye Banja Luka volt. 1939-ben a közigazgatás átszervezésével a Hrvatska banovina (Horvát Bánság) része lett.
A második világháborúban Jugoszlávia megszállása után a Független Horvát Állam (NDH) része lett. A második világháború után 1992-ig a település a szocialista Jugoszlávia keretében a Bosznia-Hercegovinai Népköztársaság része volt. A boszniai háború idején a falu horvát lakosságát elüldözték. A boszniai háborút lezáró daytoni békeszerződés rendelkezése alapján az ország területét felosztották a Bosznia-hercegovinai Föderáció és a boszniai Szerb Köztársaság között. A békeszerződés utáni területmegosztási megállapodás értelmében a település a Boszniai Szerb Köztársasághoz került. 

## Nevezetességei
- Szűz Mária Mennybevétele (Nagyboldogasszony) tiszteletére szentelt ortodox temploma. A templom mérete 17,5x7,6 méter. A templom építése 1932 körül kezdődött. A munkálatok 1936-ban fejeződtek be, és a templomot egy évvel később Nektarije Krulj zvornik-tuzlai püspök szentelte fel. A templom megrongálódott a második világháborúban. A felújítás 1989 és 1991 között zajlott. A boszniai háború (1992-1995) alatt a templom belseje megrongálódott (az ikonosztázon lévő keresztek eltörtek, az ikonokat felgyújtották), de a templomot nem rombolták le. A templomot 1994-ben újították fel. Ugyanebben az évben szentelte fel a felelős érsek, Vasilije. A tölgyfa ikonosztáz 1937-ben készült, Kosta és Toda Pantić ajándéka volt. A boszniai háborúban megsemmisült régi ikonokat a slavonski brodi Gruber Mlađi, az új ikonokat pedig a šipovoi Janja kodból származó Vojko Mitrić festette. 2019-ben egy 12 x 6 méteres közösségi házat építettek a templom mellé.[9] A vinskai ortodox plébánia filiája.

- Sredelj – őskori erődített település maradványai. A lelőhely a Száva folyásától mintegy 2 km-re, a Bašćinska-patak és a Suva Rijeka összefolyása feletti magaslaton található. A település korát a leletek alapján a késő bronzkorra tették.[5]